# رافلي اسرول
محمد رافلي أسرول (من مواليد 19 فبراير 2003) هو لاعب كرة قدم إندونيسي محترف يلعب كلاعب خط وسط مهاجم لنادي Liga 1 نادي PSM Makassar والمنتخب الإندونيسي تحت 20 سنة.